# Kuoskunjärvi
Kuoskunjärvi este o arie protejată (arie specială de conservare — SAC, sit de importanță comunitară — SCI, arie de protecție specială avifaunistică — SPA) din Finlanda întinsă pe o suprafață de 77 ha, integral pe uscat.

## Localizare
Centrul sitului Kuoskunjärvi este situat la coordonatele 67°14′01″N 28°18′21″E / 67.2336°N 28.3058°E.

## Înființare
Situl Kuoskunjärvi a fost declarat sit de importanță comunitară în august 1998 pentru a proteja 1 specie de plante și 16 specii de animale. Alte tipuri de protecție:
- arie de protecție specială avifaunistică (în august 1998)[2]
- arie specială de conservare (în aprilie 2015)[1][3][4]

## Biodiversitate
Situată în ecoregiunea boreală, aria protejată conține 3 habitate naturale: Lacuri și iazuri distrofice naturale, Mlaștini turboase de tranziție și turbării mișcătoare, Mlaștini împădurite.
La baza desemnării sitului se află mai multe specii protejate:
- plante (1): Hamatocaulis vernicosus
- păsări (16): rață sulițar (Anas acuta), gâscă de semănătură (Anser fabalis), rața moțată (Aythya fuligula), bătăuș (Calidris pugnax), gușă vânătă (Cyanecula svecica), lebădă de iarnă (Cygnus cygnus), cufundar polar (Gavia arctica), cocor (Grus grus), becațină mică (Lymnocryptes minimus), rață neagră (Melanitta nigra), Mergellus albellus, codobatura galbenă (Motacilla flava), notatița cu ciocul subțire (Phalaropus lobatus), Sterna paradisaea, fluierar negru (Tringa erythropus), fluierar de mlaștină (Tringa glareola)

Pe lângă speciile protejate, pe teritoriul sitului au mai fost identificate 4 specii de păsări.